# De purs hommes
De purs hommes est le troisième roman de Mohamed Mbougar Sarr, paru en France en 2018. Inspiré d'un fait divers homophobe, le roman explore les relations que la société sénégalaise entretient avec les góor-jigéen, les homosexuels.

## Synopsis
Un professeur de lettres déçu par l’enseignement, Ndéné Gueye, regarde avec son amante une vidéo virale d'une foule en colère qui déterre le cadavre d’un homme présumé góor-jigéen au Sénégal. Le sort de cet homme obsède le narrateur, qui commence à chercher à comprendre le rejet et la cruauté dont sont victimes les homosexuels au Sénégal. Ses échanges avec différents protagonistes — son amante, son père, un travesti étoile du folklore local, la mère du jeune exhumé, etc. — lui permettent de partir à la recherche de lui même. À la fin du roman, le narrateur « revendique avec force le droit d’être soi-même, se faisant le bouc-émissaire d’une humanité qui porte les stigmates de la monstruosité »: 

« J’ai fait mon choix. Tout le monde ici est prêt à tuer pour être un apôtre du Bien. Moi, je suis prêt à mourir pour être la seule figure encore possible du Mal »

## Réception
Pour Anne-Frédérique Hébert-Dolbec dans Le Devoir, l'auteur parvient dans cette « œuvre magnifique et poignante » « à sonder l’âme humaine dans ce qu’elle a de plus rassembleur : ses multiples contradictions. » 
Catherine Fruchon-Toussaint de RFI explique que tout en étant une « critique sourde de l'hypocrisie générale, ce livre n'est pas pour autant un essai, mais bien un roman où chaque personnage incarne avec sincérité sa vision du monde. Un texte que certains trouveront choquant mais qui n'a d'ambition que de faire réfléchir sur une situation où l'ignorance et les secrets génèrent de la haine. »

## Polémique
En 2018, le roman n'est pas mis en vente au Sénégal, où l’homosexualité est un délit passable de cinq ans d’emprisonnement. Mohamed Mbougar Sarr revendique la portée politique de ce roman, il explique notamment que « ceux qui accusent les Occidentaux d’avoir importé l’homosexualité se trompent » et dénonce « emprise très forte sur les esprits [du] pouvoir religieux ».  
Après que Mohamed Mbougar Sarr reçoit le prix Goncourt en 2021 pour son roman La Plus Secrète Mémoire des hommes, la présidente d’Amnesty International France, Cécile Coudriou, exprime son souhaitait que le lauréat du Goncourt 2021 fasse « peut-être aussi avancer la cause LGBT au Sénégal ». Une polémique nait alors au sujet de De purs hommes. Mohamed Mbougar Sarr est accusé par ses détracteurs de faire « l'apologie de l’homosexualité ». Des responsables religieux montent au créneau et un enseignant d’histoire-géographie à Kaffrine explique dans un entretien accordé au média Thies Info que le roman « représente un danger pour le Sénégal. […] Si l’on suit cette logique, dans quarante ans, nos enfants vivront avec l’homosexualité. C’est le début de la décadence de la société sénégalaise ». 
Un article du site Senenews titre sur ce nouveau Prix du roman « qui va faire jaser au Sénégal », mais rappelle que « la vertu se trouve du côté de Mbougar Sarr ». Le protecteur de l’écrivain Felwine Sarr met aussi en garde contre « une éthique dégradée de la parole [qui] semble hélas être le signe de nos temps. […] Il se joue au sein de notre société une bataille culturelle, menée par ceux qui estiment détenir la clé d’une authenticité sénégalaise sinon africaine » et appelle à la vigilance contre la violence qui paralyse la pensée.
Mohamed Mbougar Sarr s'exprime peu sur cette polémique. Il s'interroge sur ce qui fait que « les cadres qui permettaient une forme de tolérance ont été détruits » et rappelle que les réponses aux accusations sont déjà dans son livre: 

« Lorsqu’on a une oeuvre qui est attaquée, on est le moins bien placé pour la défendre. Il y a quelque chose de mortifère pour l’auteur qui est attaqué de dire “voilà ce que j’ai voulu faire, quelles sont mes intentions (...). Quand on est celui qui a créé l’oeuvre, c’est difficile et même pas souhaitable de se défendre. Tout ce que j’ai à dire est dans mon travail littéral. La réponse est là. »